# André Théard
Valéry André Théard, né le 28 juin 1905 à Port-au-Prince et mort dans la même ville le 25 juin 2003, est un athlète, diplomate et homme politique haïtien.

## Biographie
André Théard est le fils d'un diplomate, chef du protocole en Haïti, descendant d'une vieille famille originaire du sud de l'île. Il reçoit une bonne éducation à l'Institution Saint-Louis de Gonzague qui lui permet d'intégrer l'École des travaux publics de Paris, afin d'obtenir un diplôme d'ingénieur. Il a joué au football pour la Jeunesse Sportive Haïtienne, puis s'est lancé dans l'athlétisme en 1924 après avoir remporté le 100 mètres des championnats d'Haïti en 11 secondes.
Il a participé à trois olympiades consécutives avec son ami Sylvio Cator. En 1924, lors des Jeux de Paris, il se distingue sur le 200 mètres en remportant la 17e et dernière série en 23 s 6, lui permettant de se qualifier pour les quarts de finale. Il termine la course à la 4e place sur six participants, remportée par le futur médaillé d'or Jackson Scholz.
Au printemps 1925, il reprend la compétition et gagne un 80 mètres au stade de la Porte-Dorée, puis le Prix Blanchet devant Maurice Degrelle. Il remporte des meetings à Bordeaux, Metz et Lisbonne puis termine deuxième du championnat d'Angleterre derrière Loren Murchison. Membre du C.A.S.G., il participe au critérium de vitesse du stade Pershing où il rivalise avec André Moulon et gagne le 100 yards et le 100 mètres en améliorant son temps en 10 s 6, ce qui correspond au record olympique établi par Harold Abrahams à Paris. Fin août, il égale le record de France du 150 mètres de Mourlon en 16 s 1. Ses performances font de lui l'un des athlètes les plus en vue en Europe. Il porte son record l'année suivante à 10 s 5 au 100 mètres et 22 s sur 200 mètres.
En 1927 et 1928, il remporte à deux reprises le titre de champion du monde universitaire sur 100 mètres. Aux Jeux olympiques d'Amsterdam en 1928, il termine second de sa série sur 100 mètres derrière l'Allemand Georg Lammers. Malgré un temps de 10 s 9 en quart de finale, il ne parvient pas à se qualifier pour les demies, terminant 3e, battu par le Canadien Percy Williams et le Britannique Jack London. Trois jours plus tard, il échoue en qualifications du 100 mètres. En août 1929, il s'adjuge un 100 mètres au stade de Saint-Maur.
Il participe également aux Jeux olympiques de 1932 à Los Angeles sur l'épreuve du 100 mètres mais ne termine que 4e de sa série avec un temps modeste de 11 s 4. Il met fin à sa carrière sportive  peu après et devient trésorier de l'Union des Sociétés Sportives Haïtiennes. Il fonde en 1934 la revue littéraire et politique La Nouvelle Haïti.
Il débute en 1937 une carrière de fonctionnaire en étant comptable au ministère des finances. Il gravit les échelons pour devenir sous-secrétaire d'État au sein de différents cabinets avant d'être nommé ministre du Commerce en 1957, puis ministre des Finances jusqu'en 1959, et ministre de l'Agriculture de 1960 à 1963. Il devient entretemps ambassadeur aux États-Unis pendant environ trois ans, puis au Brésil. Il reprend son poste à l'agriculture de 1968 à 1971. Le Président Jean-Claude Duvalier le nomme alors conseiller spécial pour les questions agricoles, puis président de l'Office national du Tourisme et des Relations Publiques. Entre 1975 et 1977, il est président de la Fédération haïtienne de football, ainsi que membre du Comité olympique haïtien.

## Palmarès
- Jeux mondiaux universitaires :
  -  Médaille d'or sur 100 mètres à Rome en 1927 et Paris en 1928